# Dadach Bunyadzade
 (septembre 2024).
Dadach Bunyadzade ( en azéri : Dadaş Xocabəy oğlu Bünyadzadə; né le 8 avril 1888 à Fatmayı, district de Bakou et mort le 21 avril 1938 à Kommounarka, région de Moscou) est un homme d’État et de parti. 

## Biographie
En 1920-1922 D.Bunyadzade est Commissaire du peuple à l'éducation,  à l'alimentation  et à l'agriculture de la RSS d'Azerbaïdjan. En 1930-1932, il est président du Conseil des commissaires du peuple de la RSS d'Azerbaïdjan et commissaire du peuple à l'agriculture de la Trans-SFSR en 1932-1936.
Dadach Bunyadzade est élu membre du Comité exécutif central d'Azerbaïdjan du Bureau d'organisation et du Présidium du Comité central de l'PCA(b).
Il était membre de la commission pour l'industrialisation de l'Azerbaïdjan, créée par le Conseil des commissaires du peuple de la République le 3 février 1926.
Lors de la création de l’Université agraire d’État d’Azerbaïdjan en 1929, il en est nommé premier recteur.
D.Bunyadzade est arrêté le 20 juin 1937. Le 21 avril 1938, le commandement militaire panrusse de l'URSS le condamne à la peine capitale pour avoir dirigé une organisation terroriste et de sabotage nationaliste antisoviétique.Il est réhabilité le 21 décembre 1955.